# 1955 McMath
1955 McMath eller 1963 SR är en asteroid i huvudbältet, som upptäcktes 22 september 1963 av Indiana Asteroid Program vid Indiana University Bloomington med Goethe Link Observatory. Asteroiden har fått sitt namn efter den amerikanska astronomen Robert Raynolds McMath.
Asteroiden har en diameter på drygt 9 kilometer och den tillhör asteroidgruppen Koronis.